# Ladungsträgerdichte
Als Ladungsträgerdichte {\displaystyle n} bezeichnet man in der Physik die Anzahl der Ladungsträger, die in einem bestimmten Volumen vorhanden sind, bezogen auf dieses Volumen. Sie ist eine wichtige Größe zur Beschreibung der elektrischen Leitfähigkeit und aller damit verbundenen Prozesse. Sie sollte nicht mit der Ladungsdichte verwechselt werden, welche die Menge der Ladung pro Volumen angibt.
Die Ladungsträgerdichte ist eine Teilchendichte, d. h., sie kann wie jede Dichte ortsabhängig sein:
{\displaystyle n=f(\mathbf {r} )\neq \mathrm {konst.} }
und die Integration über ein Volumen {\displaystyle V} liefert die Anzahl {\displaystyle N} der Ladungsträger dieses Volumens:
{\displaystyle N=\int _{V}n(\mathbf {r} )\,\mathrm {d} V\Leftrightarrow n={\frac {dN}{dV}}.}
Ist die Ladungsträgerdichte ortsunabhängig:
{\displaystyle n=\mathrm {konst} .=n_{0}\neq f(\mathbf {r} ),}
vereinfacht sich obige Formel zu
{\displaystyle \Rightarrow N=n_{0}\cdot V\Leftrightarrow n_{0}={\frac {N}{V}}.}